# Эритрина гавайская
Эритрина гавайская (лат. Erythrina sandwicensis, также англ. wiliwili) — вид растений рода Эритрина, семейства Бобовые (Fabaceae), произрастающий на Гавайских островах. Это единственный вид рода Эритрина, встречающийся там. Эритрина гавайская встречается в сухих лесах на подветренных склонах островов на высоте до 600 м. Эритрина гавайская достигает 4,5—9 м в высоту.
|                                   |  |
| Цветки и плоды эритрины гавайской |  |